# Three Weeks in Paradise
Three Weeks in Paradise è un videogioco pubblicato nel 1986 dalla Mikro-Gen per Amstrad CPC e ZX Spectrum. È l'ultimo gioco della serie di Wally, l'unico che non è uscito anche per Commodore 64. Il funzionamento è simile a quello delle precedenti avventure dinamiche della serie. Questa volta si controlla Wally Week che cerca di ritrovare la moglie e il figlio rapiti dai cannibali nella giungla durante le vacanze ai tropici. Il titolo è traducibile "tre settimane in paradiso" o anche "tre Week in paradiso".